# Тихая ночь
«Тихая ночь» (нем. Stille Nacht, heilige Nacht, «Тихая ночь, святая ночь») — рождественский христианский гимн, создан в 1818 году. Одно из самых известных и широко распространенных по всему миру рождественских песнопений.

## История

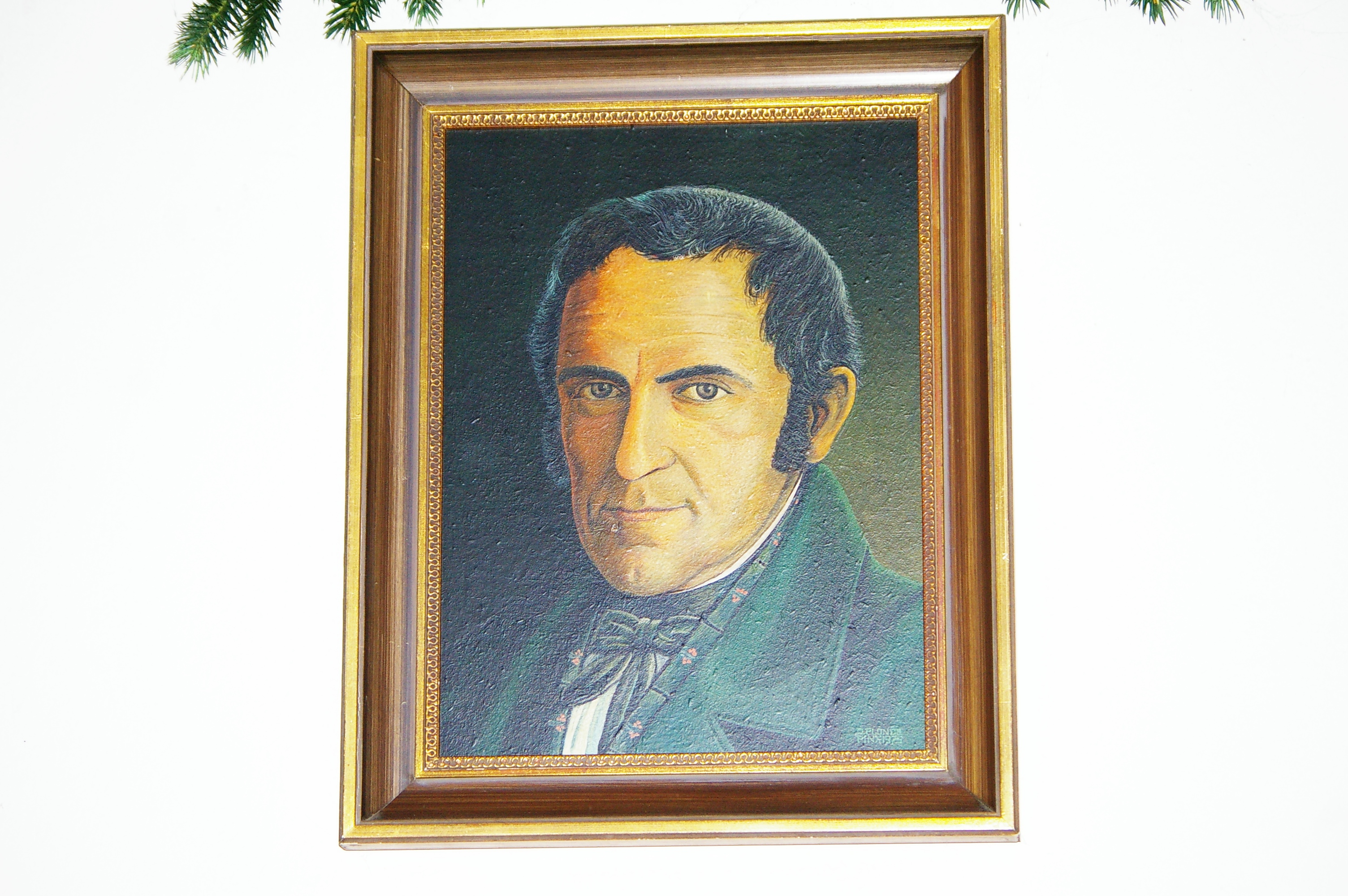
Портрет Франца Грубера в часовне Оберндорфа

### Создание
Текст песни был написан Йозефом Мором в 1816 году, когда он был священником в Мариапфаре, где жил его дедушка. Это была шестистрофная поэма о Рождестве Христовом. Из-за плохого здоровья Мор был вынужден в следующем году вернуться в Зальцбург. После выздоровления ему поручили переместиться в Оберндорф-Зальцбург, небольшой город близ Зальцбурга, для помощи местному приходскому священнику Йозефу Кесслеру в церкви Святого Николая. В Оберндорфе для священника не нашлось дома, потому он был вынужден спать у церковного сторожа и обедать в местном ресторане.
24 декабря 1818 года, в рождественский сочельник, Мор пришёл к Францу Груберу со своей поэмой и попросил на её основе написать музыку для двух голосов а-капелла и гитары. Грубер работал органистом в церкви Святого Николая и школьным учителем в Арнсдорфе. Он сочинил музыку для гимна в тот же день. Причины, по которым Мор захотел создать песню на свои стихи, неизвестны. Существует несколько версий: согласно одной, орган в церкви испортился, а в сочельник обязательно нужно было что-то исполнить, по другой, Мор хотел новый гимн для своего любимого инструмента — гитары.

### Первое исполнение и популярность

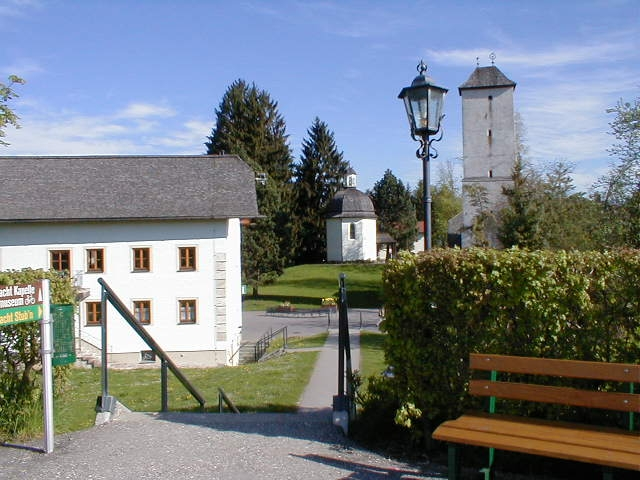
Музей «Тихой ночи» и часовня в деревне Оберндорф

Премьера «Тихой ночи» состоялась в тот же день на торжественной рождественской мессе. Авторы гимна сами его исполнили, Мор также аккомпанировал на гитаре, а хор повторял последние две строчки каждого стиха.
В 1819 году в Оберндорф приехал инженер Карл Маурахер (Karl Mauracher), чтобы отремонтировать церковный орган и уехал, заполучив копию «Тихой ночи». Он передал песню известным в то время семьям певцов Райнеров и Штрассеров, которые исполняли её по всему миру. Авторство Мора и Грубера удалось окончательно установить лишь в 1855 году благодаря двум документам с автографами. До этого авторство гимна было предметом для споров и даже приписывалось Михаэлю Гайдну.
В начале XX века церковь в Оберндорфе была разрушена наводнением. Ныне на её месте воздвигнута небольшая часовенка, а в соседнем доме открыт «Музей Тихой ночи». Самая старая из сохранившихся авторских партитур (около 1820 года) хранится в зальцбургском музее «Каролино-Августеум».

## Тексты
Песня переведена на множество языков, существует также несколько русских переводов (в том числе принятых в разных конфессиях), в которых первая строчка звучит по-разному: «Тихая ночь, дивная ночь», «Тихая ночь, святая ночь», «Тишь и покой ночью святой», «Ночь тиха, ночь свята» и.т.д.
Существует современный немецкий вариант, из которого исключены некоторые архаизмы, а слово «Jesus» заменено словом «Christ».
Оригинальный текст песни:

| Stille Nacht! Heilige Nacht! Alles schläft; einsam wacht Nur das traute heilige Paar. Holder Knab im lockigten Haar, Schlafe in himmlischer Ruh! Stille Nacht! Heilige Nacht! Gottes Sohn! O wie lacht Lieb´ aus deinem göttlichen Mund, Da schlägt uns die rettende Stund´. Jesus in deiner Geburt! Stille Nacht! Heilige Nacht! Die der Welt Heil gebracht, Aus des Himmels goldenen Höhn Uns der Gnaden Fülle läßt seh´n Jesum in Menschengestalt, Jesum in Menschengestalt Stille Nacht! Heilige Nacht! Wo sich heut alle Macht Väterlicher Liebe ergoß Und als Bruder huldvoll umschloß Jesus die Völker der Welt, Jesus die Völker der Welt. Stille Nacht! Heilige Nacht! Lange schon uns bedacht, Als der Herr vom Grimme befreit, In der Väter urgrauer Zeit Aller Welt Schonung verhieß, Aller Welt Schonung verhieß. Stille Nacht! Heilige Nacht! Hirten erst kundgemacht Durch der Engel Alleluja, Tönt es laut bei Ferne und Nah: Jesus der Retter ist da! | Перевод на русский Ночь тиха, ночь свята, Озарилась высота. Светлый ангел летит с небес, Пастухам он приносит весть, «Вам родился Христос, вам родился Христос». Ночь тиха, ночь свята, В небесах горит звезда. Пастухи уж давно в пути, К Вифлеему спешат прийти, Там увидеть Христа, там увидеть Христа. Ночь тиха, ночь свята, Счастья ждут все сердца. Боже, дай ко Христу прийти, Радость светлую в Нём найти. Вечно славься, Христе, вечно славься, Христе |

## В музыке
Мелодия цитируется в рождественском разделе органной серии Макса Регера Sieben Stücke, Op. 145. 
Альфред Шнитке создал в 1978 году инструментальную аранжировку «Тихой ночи» для скрипки и фортепиано как поздравление скрипачу Гидону Кремеру. Из-за авангардно-диссонансного звучания миниатюры её исполнение вызвало скандал в Австрии.